# فاطمایی
فاطمایی (به لاتین: Fatmayı) یک منطقه مسکونی در جمهوری آذربایجان است که در شهرستان آب‌شوران واقع شده‌است. فاطمایی ۱۸۱۶ نفر جمعیت دارد.

## بومیان قابل توجه
داداش بنیاضاده در طول دوران حرفه‌ای خود، چندین سمت مهم را در جمهوری سوسیالیستی شوروی آذربایجان و جمهوری سوسیالیستی فدراتیو شوروی قفقاز جنوبی داشت. این سمت‌ها شامل موارد زیر می‌شود:
-	کمیسر خلق آموزش و پرورش جمهوری سوسیالیستی شوروی آذربایجان
-	کمیسر خلق غذا جمهوری سوسیالیستی شوروی آذربایجان (۱۹۲۲–۱۹۲۳)
-	کمیسر خلق کشاورزی جمهوری سوسیالیستی شوروی آذربایجان (۱۹۲۳–۱۹۳۰)
-	رئیس شورای کمیسرهای خلق جمهوری سوسیالیستی شوروی آذربایجان (۱۹۳۰–۱۹۳۲)
-	کمیسر خلق کشاورزی جمهوری سوسیالیستی فدراتیو شوروی قفقاز جنوبی (۱۹۳۲–۱۹۳۶)